# Мігел Вітор
Мігел Вітор (порт. Miguel Vítor, нар. 30 червня 1989, Торреш-Ведраш) — португальський футболіст, захисник клубу «Хапоель» (Беер-Шева).

## Клубна кар'єра
Народився 30 червня 1989 року в місті Торреш-Ведраш. Вихованець футбольної школи клубу «Бенфіка». Дорослу футбольну кар'єру розпочав влітку 2007 року в основній команді того ж клубу, проте пробитися до основного складу не зумів, провівши до кінця року лише 2 матчі в чемпіонаті.
В січні 2008 року був відданий в оренду до кінця сезону в клуб другого дивізіону «Авеш»
Своєю грою за знову привернув увагу представників тренерського штабу «Бенфіки», повернувшись до якої за два наступні сезони провів 18 матчів в чемпіонаті і виборов разом з клубом титул чемпіона Португалії, та двічі вигравав Кубок португальської ліги.
Протягом сезону 2010—11 років на правах оренди захищав кольори англійського клубу «Лестер Сіті», що виступав у Чемпіоншіпі.
Влітку 2011 року повернувся до «Бенфіки», але протягом двох наступних сезонів так і не зміг вибороти собі місце в основному складі команди, виступаючи здебільшого за дублюючий склад..
До складу клубу ПАОК приєднався 24 червня 2013 року, підписавши з клубом з Салонік трирічний контракт. По його завершенню 1 липня 2016 року на правах вільного агента підписав контракт з ізраїльським «Хапоелем» (Беер-Шева), у складі якого в першому ж сезоні став чемпіоном Ізраїлю та виграв Кубок Тото.

## Виступи за збірну
Протягом 2008—2010 років залучався до складу молодіжної збірної Португалії. На молодіжному рівні зіграв у 16 офіційних матчах, забив 1 гол.

## Досягнення
- Чемпіон Португалії (1):

Бенфіка: 2009-10
- Володар Кубка португальської ліги (2):

Бенфіка: 2008-09, 2011-12
- Чемпіон Ізраїлю (1):

Хапоель (Беер-Шева): 2016-17
- Володар Кубка Тото (1):

Хапоель (Беер-Шева): 2016-17
- Володар Суперкубка Ізраїлю (4):

Хапоель (Беер-Шева): 2016, 2017, 2022, 2025
- Володар Кубка Ізраїлю (3):

Хапоель (Беер-Шева): 2019-20, 2021-22, 2024-25